# Муртузалиев, Магомедрасул Омарович
Магомедрасул Омарович Муртузалиев (12 сентября 1994, Махачкала, Дагестан, Россия) — российский спортсмен, специализируется по карате кумите и WKF, призёр чемпионатов России. Мастер спорта России международного класса. Сын главного тренера сборной России по карате Омара Муртузалиева.

## Спортивная карьера
Спортивную карьеру начал в махачкалинском ДЮСШ «Лидер» под руководством своего отца Омара Муртазалиева. В августе 2011 года в Волжском стал бронзовым призёром Всероссийских соревнований «Надежды России» по каратэ среди кадетов и юниоров от 14 до 20 лет. В октябре 2013 года в Санкт-Петербурге стал победителем Всемирные игры боевых искусств. В марте 2016 года в Сочи стал бронзовым призёром чемпионата России. В ноябре 2018 года на чемпионате России в каспийском дворце спорта имени Али Алиева стал бронзовым призёром.

## Достижения
- Всемирные игры боевых искусств 2013 — ;
- Чемпионат России по карате 2016 — ;
- Чемпионат России по карате 2018 — ;